# Tangará (Rio Grande do Norte)

Tangará, município do estado do Rio Grande do Norte (Brasil), localizado a 93 km de Natal, capital do Estado. De acordo com o Censo de 2022 do IBGE(Instituto Brasileiro de Geografia e Estatística) , sua população era de13.281 habitantes. Possui uma área territorial de 339.484 km².

## História
No início do século XX, no entroncamento das estradas de rodagem que ligavam a capital do Rio Grande do Norte, Natal, às cidades de Santa Cruz e São José do Campestre; próximo a um afluente do Rio Trairi, teve início um pequeno povoado denominado ‘Estação de Riacho’, integrante do município de Santa Cruz.
No local, até então, existiam esparsas e rústicas taperas, abrigo de não muitas famílias que subsistiam da débil atividade pastoril e do cultivo do algodão, típicas da região.
No ano 1914, as melhorias iniciadas pelo governo estadual na rodovia para Santa Cruz geraram a possibilidade de exploração de pequenos comércios no entroncamento rodoviário, o que atraiu novos moradores, dando impulso ao crescimento ao povoado. A conclusão da estrada, no ano de 1917, facilitou o escoamento da crescente produção algodoeira que tanto viria a ajudar no desenvolvimento do povoado e da região.
Nas décadas seguintes, migraram para o povoado alguns moradores como Antônio Lula, João Ataíde de Melo, Sebastião Barreto e outros que vieram a fazer a história político-social do lugar e a contribuir com as primeiras iniciativas na produção de alimentos semi-industrializados, como panificação e laticínios.  Entretanto, maior desenvolvimento econômico e social só viria a ocorrer com a implantação de duas usinas de descaroçamento e beneficiamento do algodão, ambas de iniciativa privada, em meados do século XX.
Nessa época, por iniciativa do major Teodorico Bezerra, agropecuarista e cacique político de grande influência na região, o nome do povoado foi mudado para Tangará, nome de um pássaro que costuma andar aos saltos, por isso, chamado pássaro pulador.
No dia 26 de novembro de 1953, pela Lei nº. 931, o povoado foi alçado a condição de distrito, o que lhe deu relativa autonomia política. Somente em 31 de dezembro de 1958, através da Lei n.º 2.336, Tangará foi desmembrado de Santa Cruz e elevado à categoria de município do Rio Grande do Norte (Brasil), ato consumado com a instalação do seu primeiro governo municipal, no dia 28 de janeiro de 1959.

## Geografia
A cidade de Tangará possui uma área territorial de 339,484 km², o que equivale a 0,6428% do território estadual. A cidade limita-se com os municípios de São José do Campestre, Santa Cruz, Serra Caiada, Lagoa de Velhos, Sítio Novo e Japi. A cidade se distancia da capital estadual Natal em 93 km, a qual estabelece ligação pela rodovia BR-226. Desde 2017, segundo a divisão regional vigente do Brasil proposta pelo IBGE, a cidade pertence a região geográfica intermediária de Natal e a região geográfica imediata de Santa Cruz.

## Demografia
Segundo estimativa do IBGE, realizada no ano de 2024, o município conta com 13 602 habitantes, sendo o 39⁰ maior município do RN em população.

## Economia
Historicamente, a economia de Tangará esteve baseada na agropecuária, com destaque para a criação de gado e o cultivo de algodão. Com o passar dos anos, a cidade diversificou suas atividades econômicas, incorporando o comércio local e pequenas indústrias. A presença do Açude Trairi também desempenha um papel importante na agricultura e no abastecimento de água da região.

## Infraestrutura
No que diz respeito a infraestrutura, a cidade dispõe de vários estabelecimentos públicos que garantem dignidade a população, embora alguns deles apresentem abandono e/ou má gestão. Vale ressaltar que a cidade está subordinada a cidade de Santa Cruz, no que concerne aos serviços regionais, como hospital regional, universidade, entre outros. É importante destacar que a cidade de Tangará sofreu por muitos anos com o abandono dos governos estaduais/ municipais, principalmente entre os anos de 2012-2023, fator que impediu fortemente o desenvolvimento e causou sucateamento de diversos estabelecimentos públicos.

### Saúde
A saúde do município é bastante limitada, principalmente na oferta de serviços de média e alta complexidade. Existem 9 estabelecimentos de saúde, sendo 8 UBS ( 4 Na zona rural e 4 na sede) , que oferecem principalmente cuidados básicos como tratamento de doenças leves, aplicação de vacinas, agendamento e atendimento em consultas especializadas, além de cuidados odontológicos. Estas unidades geralmente funcionam em horários específicos (08:00 às 17:00), e nem sempre todos os dias, principalmente na zona rural. Para complemento, a cidade possui o hospital-maternidade santa Terezinha, que dispõe de instalações mais robustas e atende 24 horas a demanda da população, principalmente no caso de urgência médica, onde são feitos os primeiros socorros e posterior encaminhamento para hospitais maiores em Santa Cruz ou Natal, principalmente para o Hospital Monsenhor Walfredo Gurgel. Apesar disso, o hospital não oferece atendimentos mais complexos, visto que não possui equipamentos nem pessoal preparados. Além disso, outro gargalo é a falta de equipamentos como Raio-X, de hemodiálise, entre outros. Assim, o máximo que o hospital consegue realizar são pequenas cirurgias e partos de emergência, além de atendimentos de rotina.

Hospital-maternidade da cidade

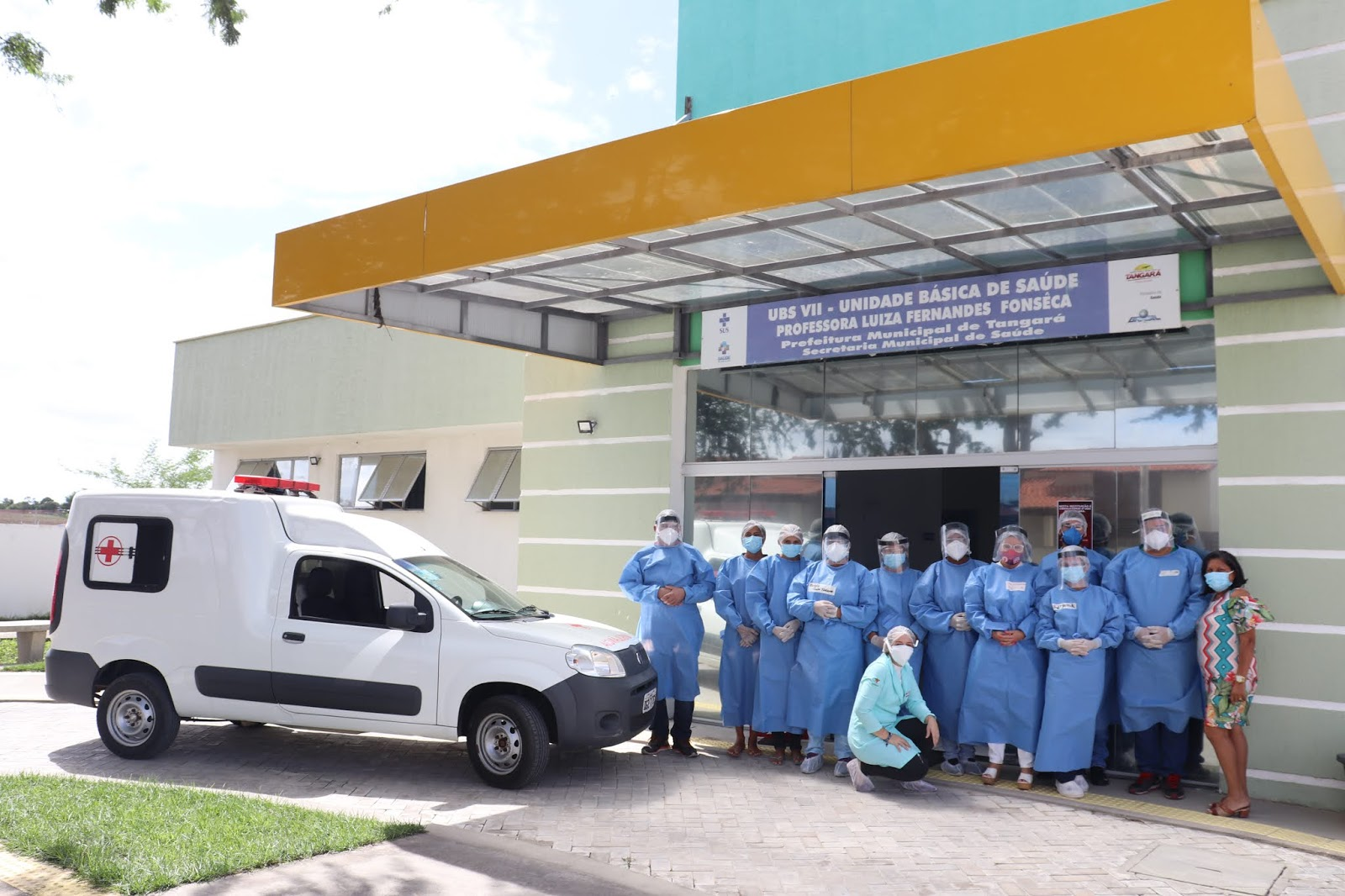
UBS do bairro bosque das palmeiras

### Educação
Segundo dados de 2010, o município possuía uma taxa de escolarização de 98,1%, considerando a faixa de 6-14 anos, o que o conferiu quase o pleno acesso educacional nessa faixa etária. Apesar disso, o município sofre com baixíssimos índices educacionais, que se devem principalmente pela falta de infraestrutura e pela falta de um plano governamental focado no melhoramento educacional, tanto nas escolas estaduais quanto municipais. Para se ter ideia, segundo dados do IDEB de 2023, o município atingiu notas de 4,5 nos anos iniciais e 3,5 nos anos finais do ensino fundamental, que o colocaram em 4906° e 5091° lugar respectivamente, num total de 5570 municípios. Em relação a estrutura educacional, a cidade é servida por diversas escolas que vão desde creches (ensino infantil) até o ensino médio/técnico. Existe 1 creche pública no município e mais uma está em processo de construção, com entrega prevista para o ano de 2026. Além disso, existem 10 escolas que atendem o ensino fundamental, das quais 9 são municipais e 1 é estadual - Escola Estadual Professsor Severino Bezerra. Por fim, a cidade tem duas instituições que ofertam ensino médio, que são a Escola Estadual João Ataíde de Melo (ensino médio regular) e a unidade do IERN -  Instituto Estadual de Educação, Tecnologia e Inovação do Rio Grande do Norte , que oferece o ensino médio integrado aos cursos de Alimentos e informática, na modalidade integral e parcial.

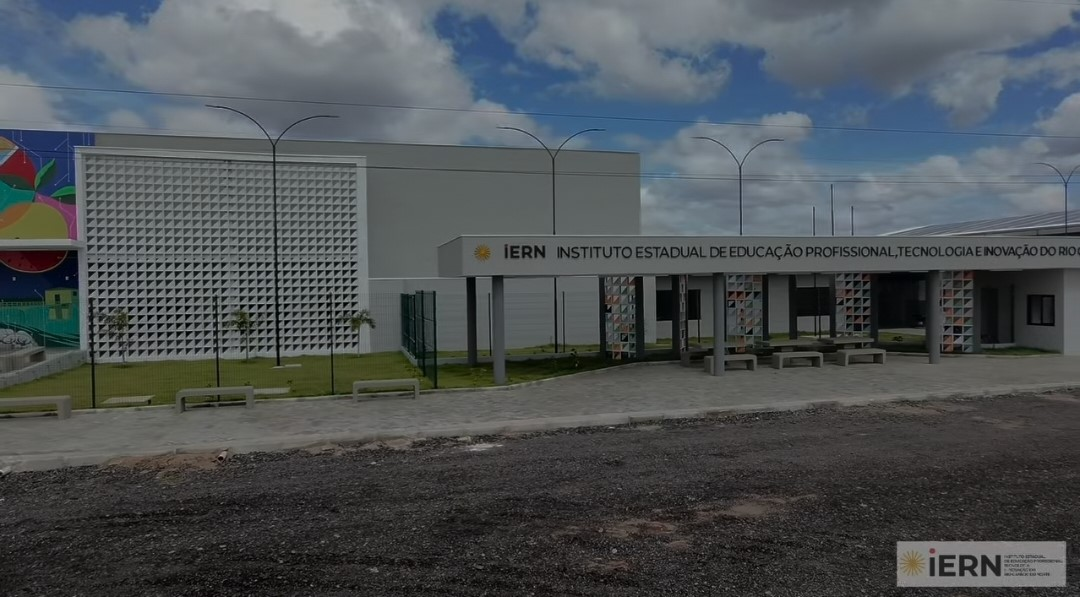
Fachada do IERN